# 미라 (유튜버)
미라(Mira, 중국어: 咪拉, 병음: Mīlā, 본명: 임가얀(중국어 간체자: 严嘉欣, 정체자: 嚴嘉欣, 한어 병음: Yán Jiāxīn 옌자신[*], 월병: Jim4 Gaa1 Jan1, 한자음: 엄가흔), 1992년 10월 7일~)는 홍콩의 여성 유튜버이다. 현재 대한민국에 거주하고 있으며 주로 한국에서의 일상과 여행에 대한 영상을 올리고 있다.